# Salix exigua
Espèce
Classification APG III (2009)

Salix exigua , le saule coyote (en anglais, sandbar willow, narrowleaf willow, ou coyote willow), est une espèce de plantes à fleurs de la famille des Salicaceae. C'est un saule natif d'un peu partout en Amérique du Nord excepté au sud-est et à l'extrême nord. Il pousse de l'est de l'Alaska jusqu'au New Brunswick, et au nord du Mexique.

## Synonymie

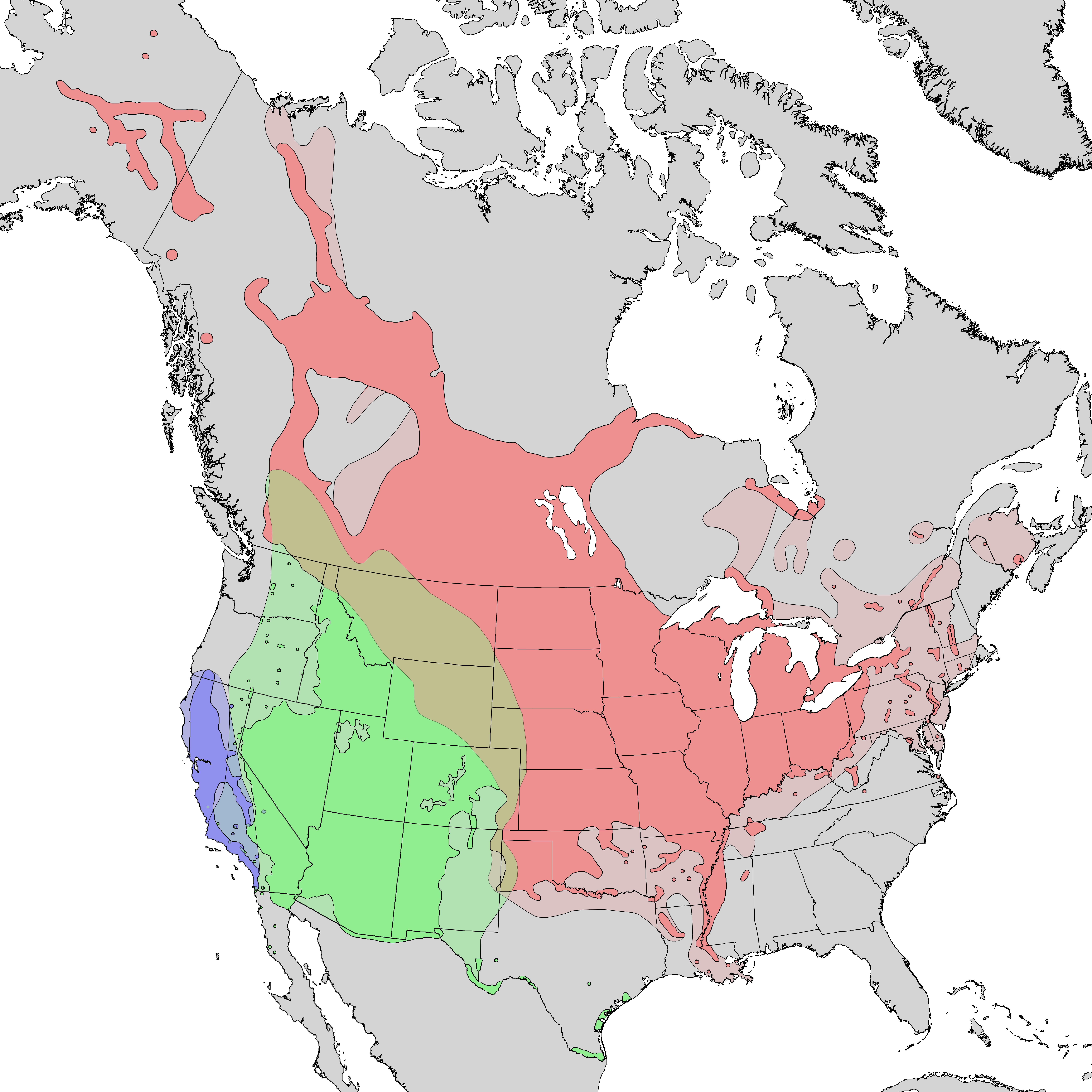
Implantation naturelle de Salix exigua :
S.e.exigua: en vert, S.e.hindsiana: en bleu, S.e.interior: en rouge.

- Salix argophylla,
- Salix hindsiana,
- Salix interior,
- Salix linearifolia,
- Salix luteosericea,
- Salix malacophylla,
- Salix nevadensis,
- Salix parishiana.

## Description
C'est un arbuste à feuilles caduques atteignant 4 à 7 m de haut, s'étalant (à partir de simples racines) à des formes denses colonisatrices. Les longues feuilles sont étroitement lancéolées, de 4 à 12 cm de long et 2 à 10 mm de large, vertes à grisâtres, aux reflets bleu argenté, avec un revêtement duveteux grisâtre au moins quand elles sont jeunes. La marge est souvent entière ou avec quelques dents largement espacées, irrégulières et petites.
Les chatons apparaissent en fin de printemps, après les feuilles. Les chatons mâles font jusqu'à 10 cm de long, les équivalents femelles font jusqu'à 8 cm de long. Le fruit se présente sous forme de capsules, chacune contenant de minuscules graines enrobées d'une soie brillante et blanche,.
Deux sous-espèces cohabitent dans les Grandes Plaines, :
- Salix exigua 'exigua' : ouest de l'Amérique du Nord, feuilles grisâtres pendant tout l'été, avec un duvet soyeux persistant, des capsules de graines de 3 à 6 mm de long.
- Salix exigua 'interior' (Rowlee) Cronq. (syn. S. interior Rowlee) : est et centre de l'Amérique du Nord, les feuilles, couramment, perdent leur duvet et deviennent vertes en été, elles restent rarement pubescentes, les capsules de graines mesurent de 5 à 8 mm de long.

Dans l'est des États-Unis, l'espèce est considérée comme menacée dans le Connecticut, le Maryland et le Massachusetts.

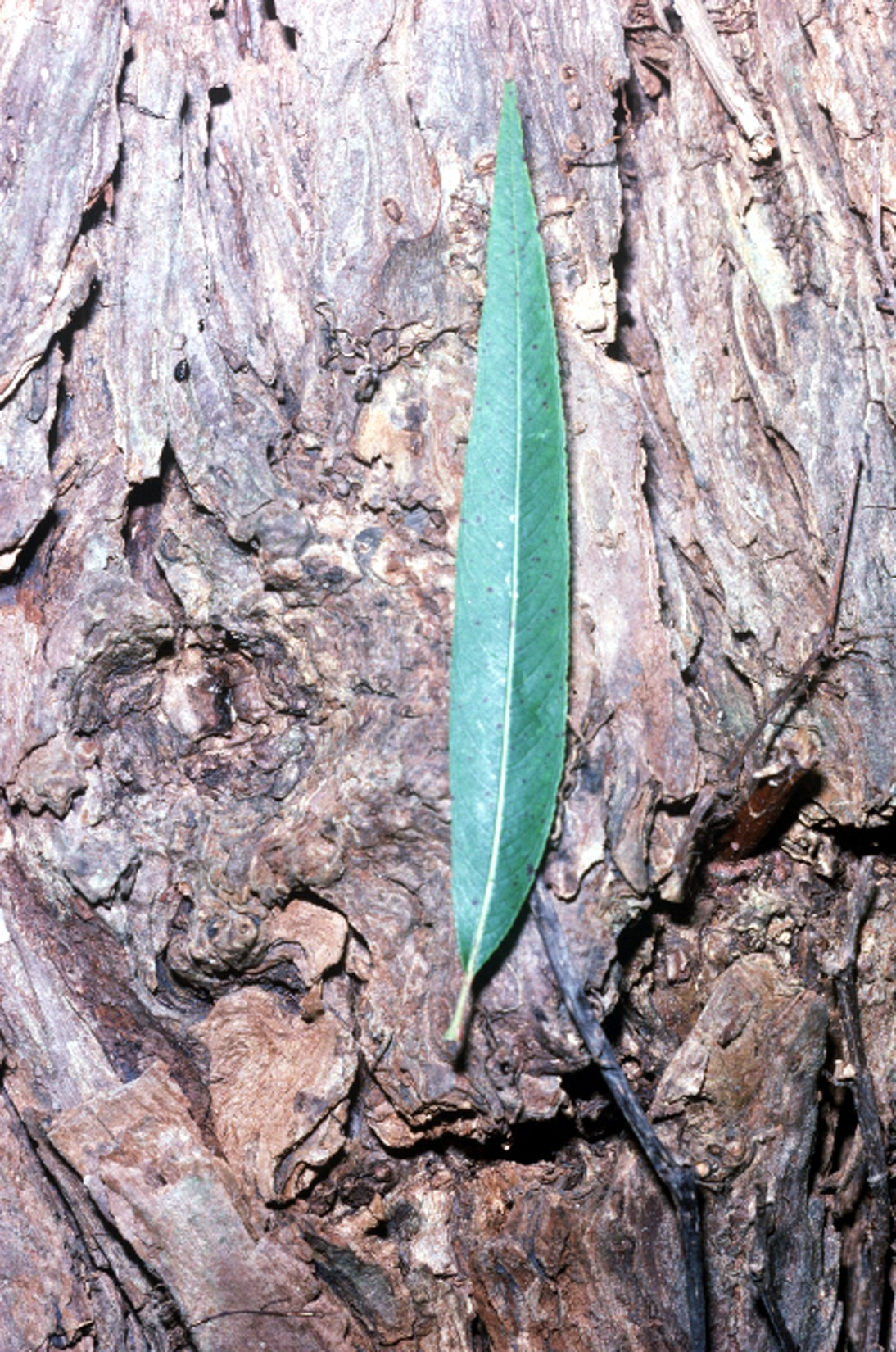
Feuille vert bleuté et écorce fissurée.
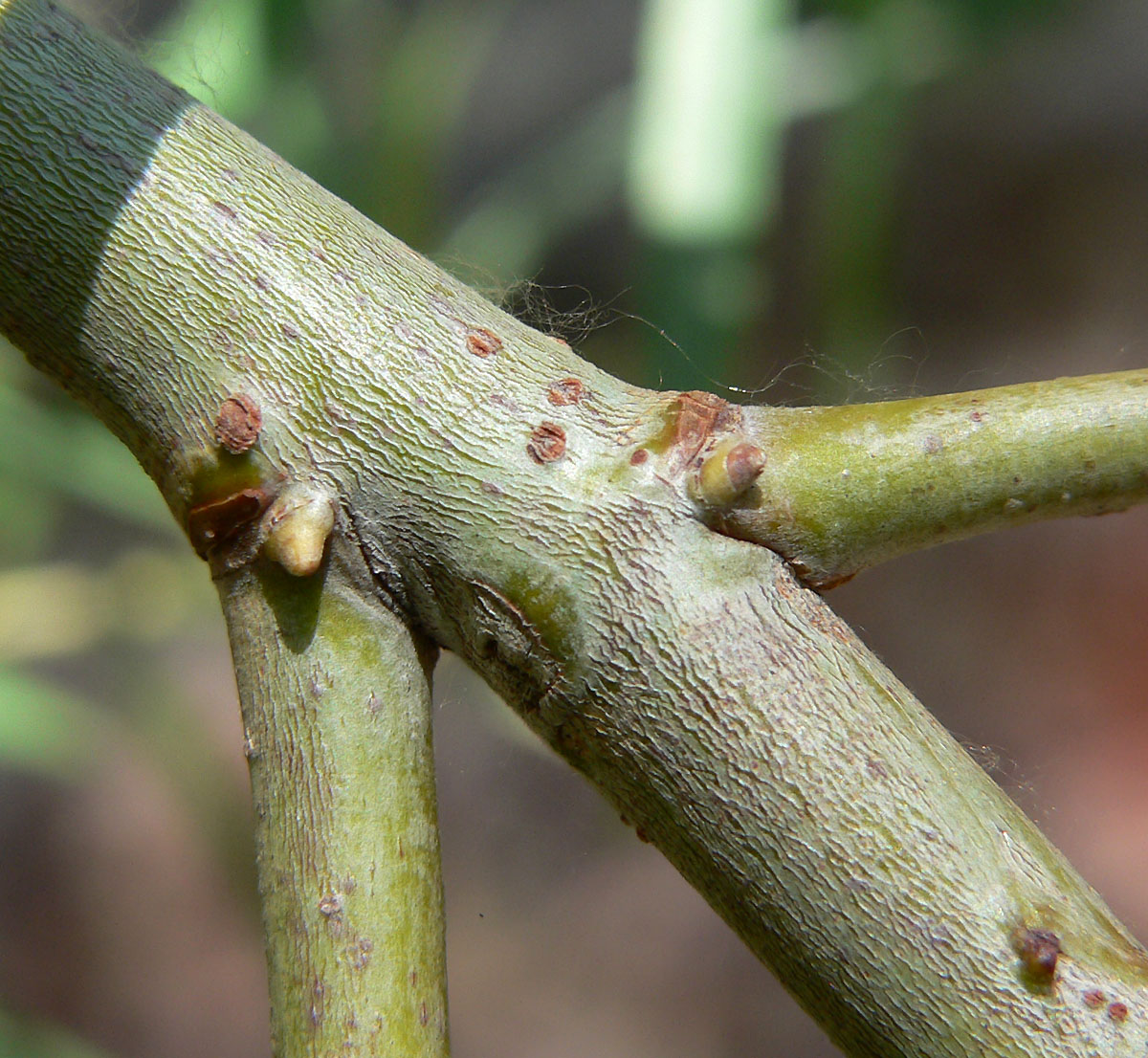
Écorce jeune.
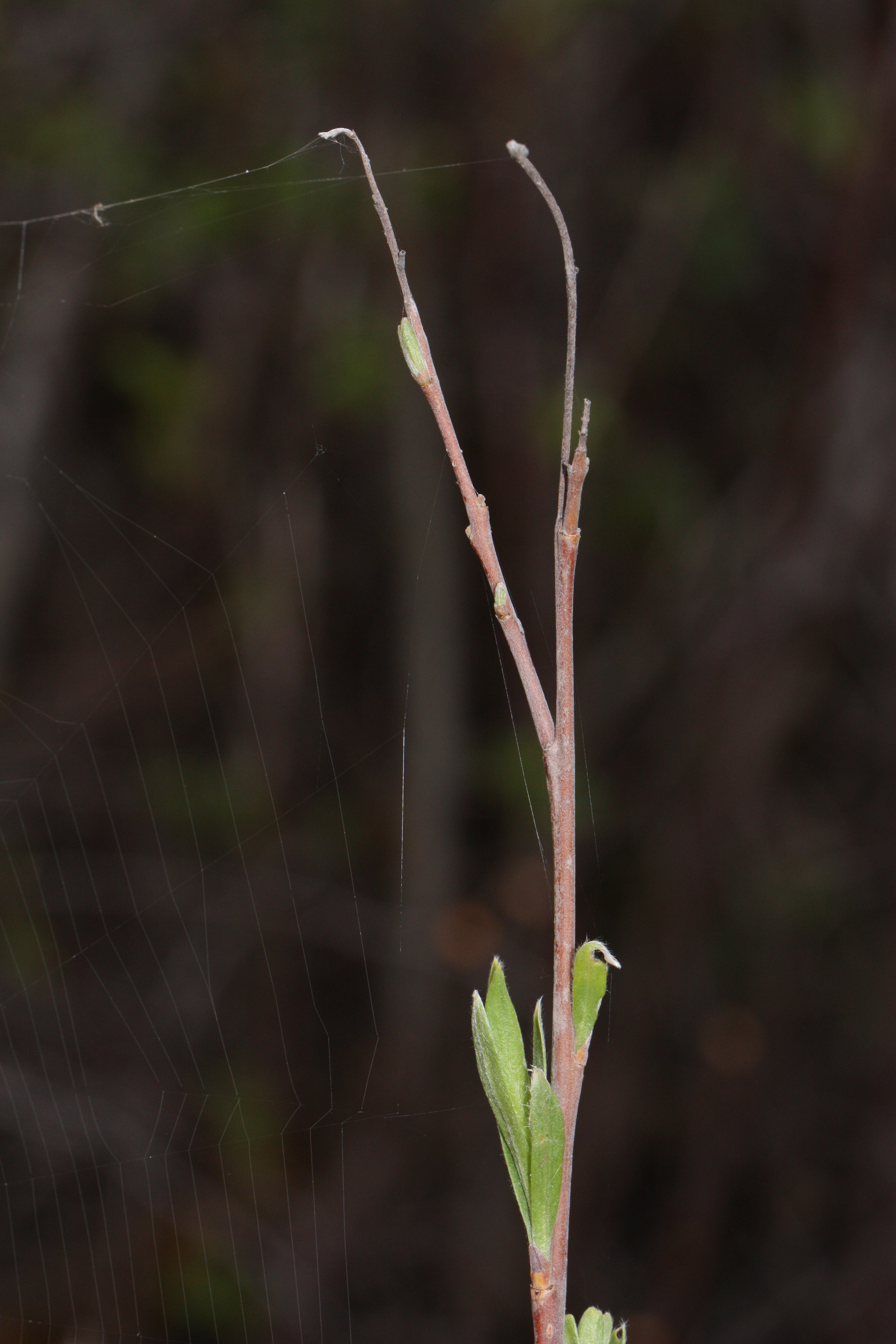
Étroitesse, minceur des feuilles.
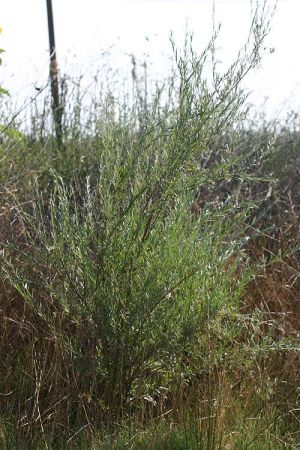
Var. sessifolia.
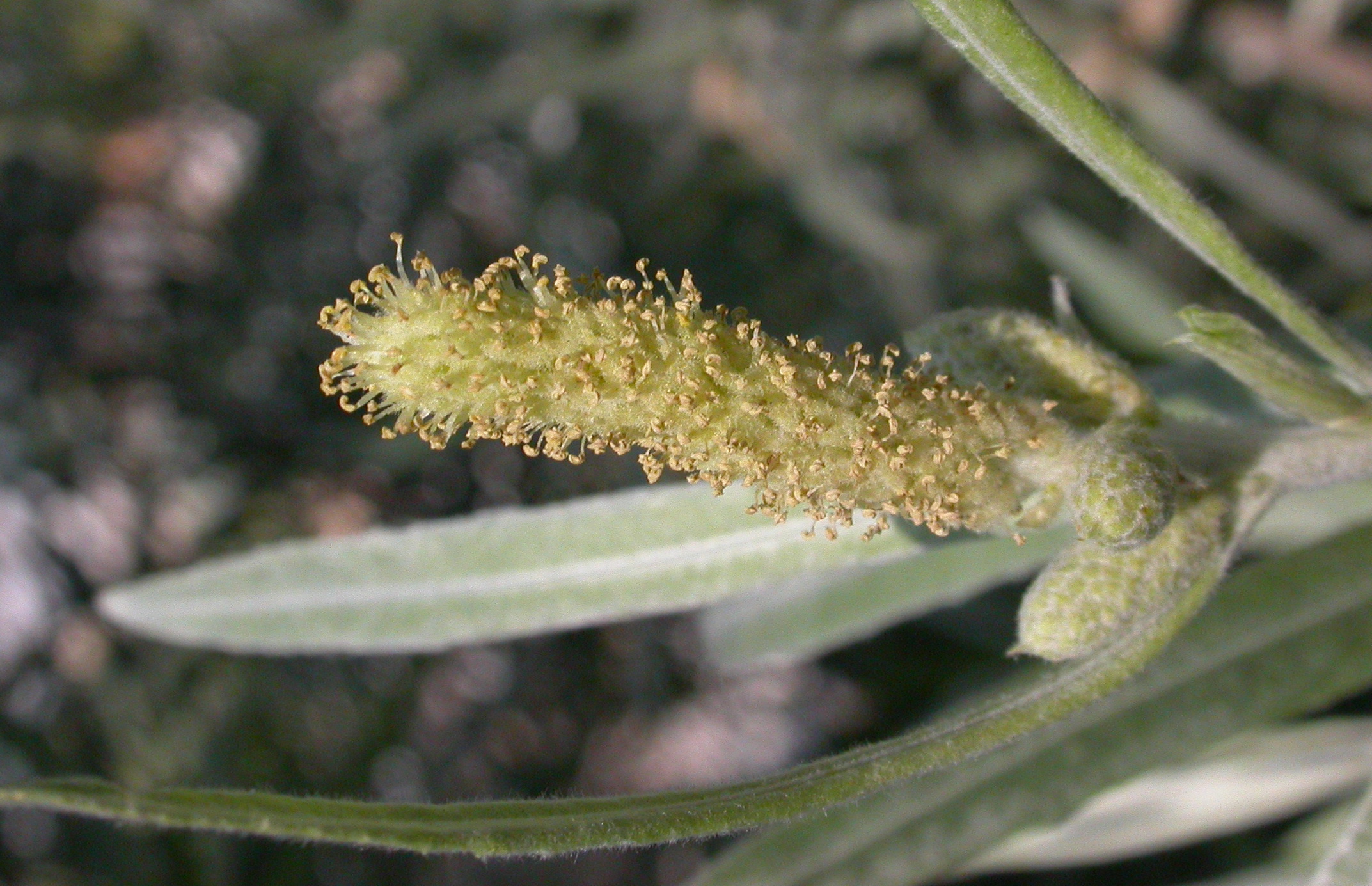
Chaton mâle.
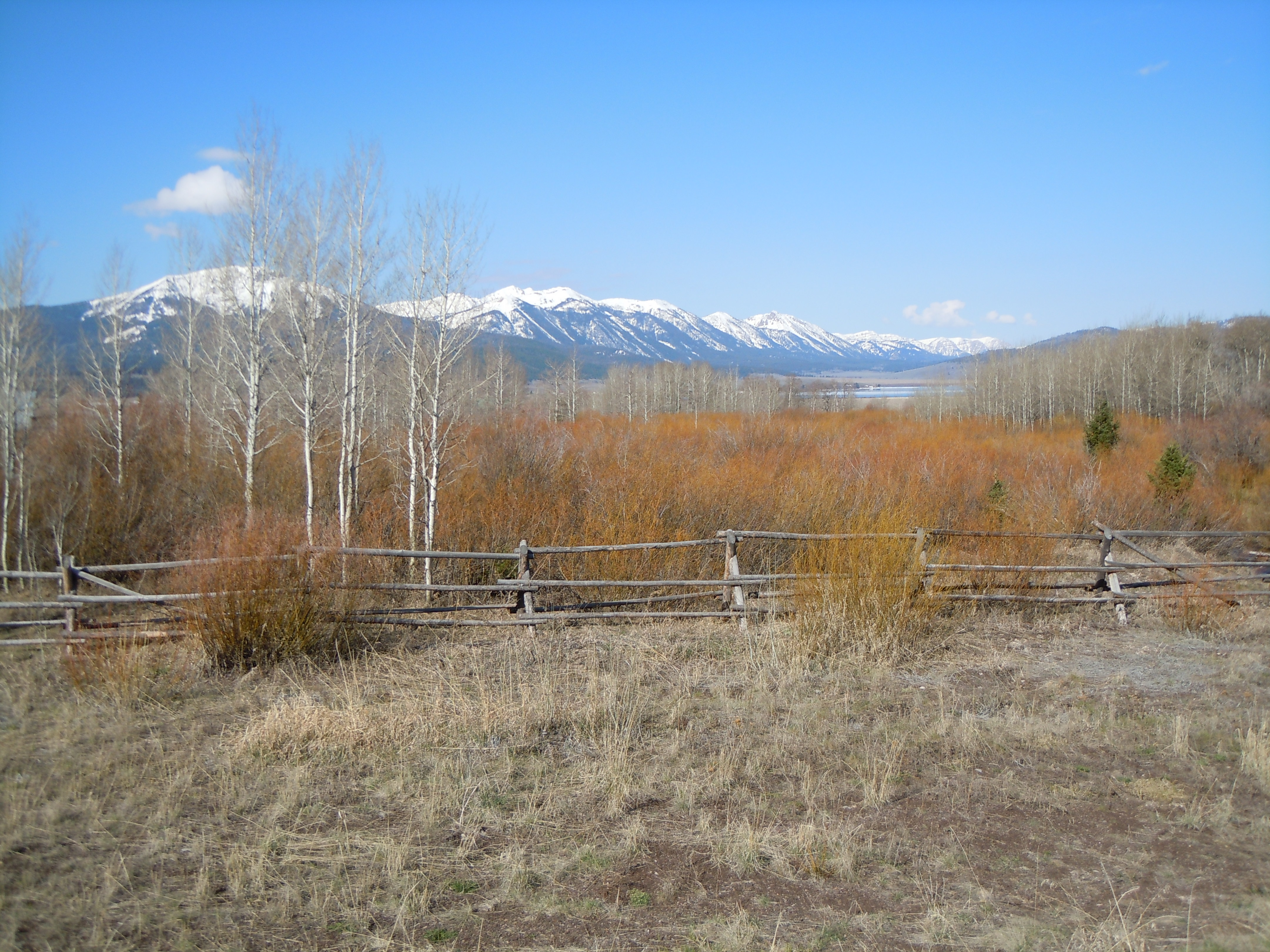
Coexistence avec différentes espèces de saules et peupliers.
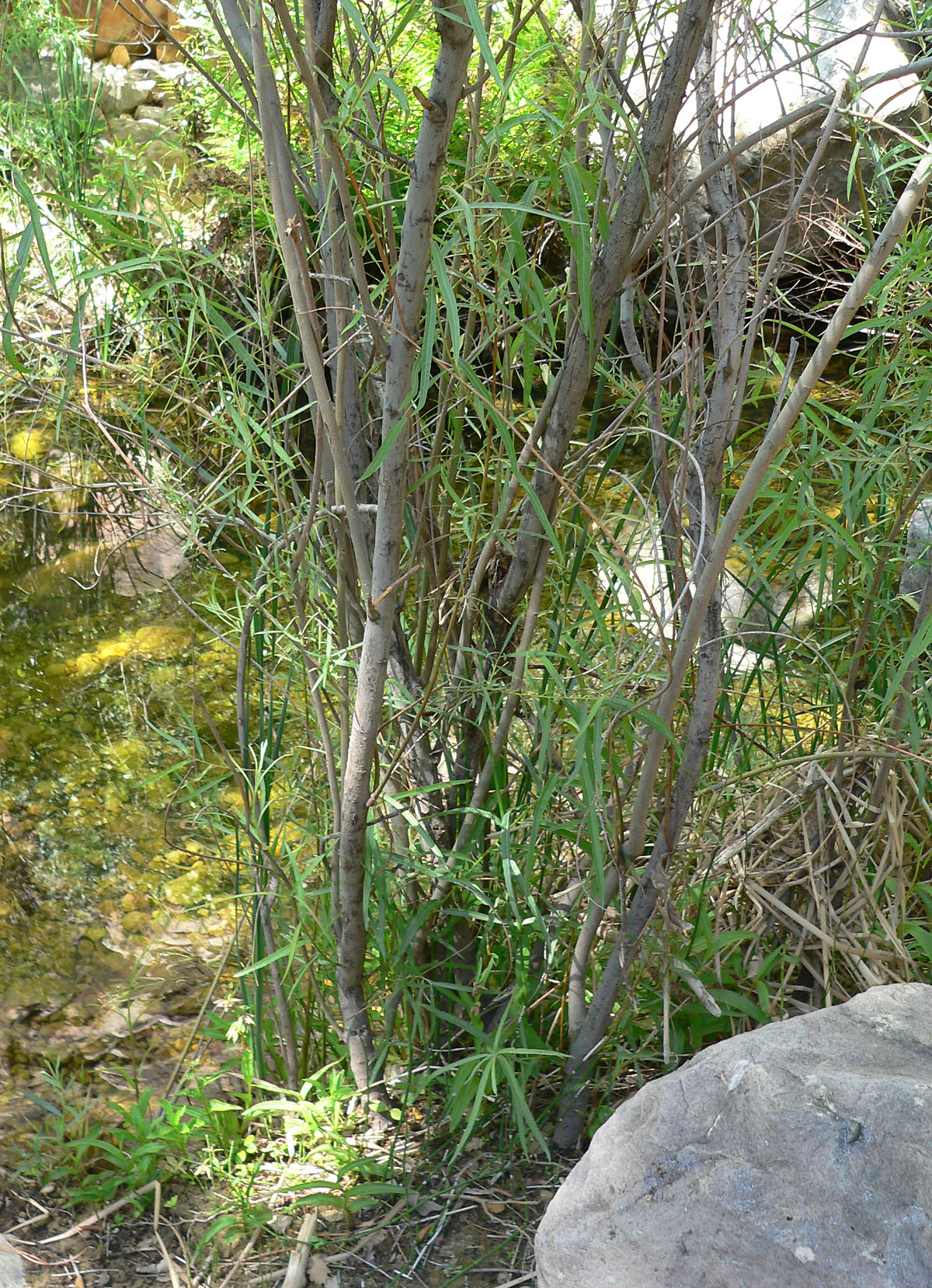
Sud du Nevada, 1 200 m d'altitude.
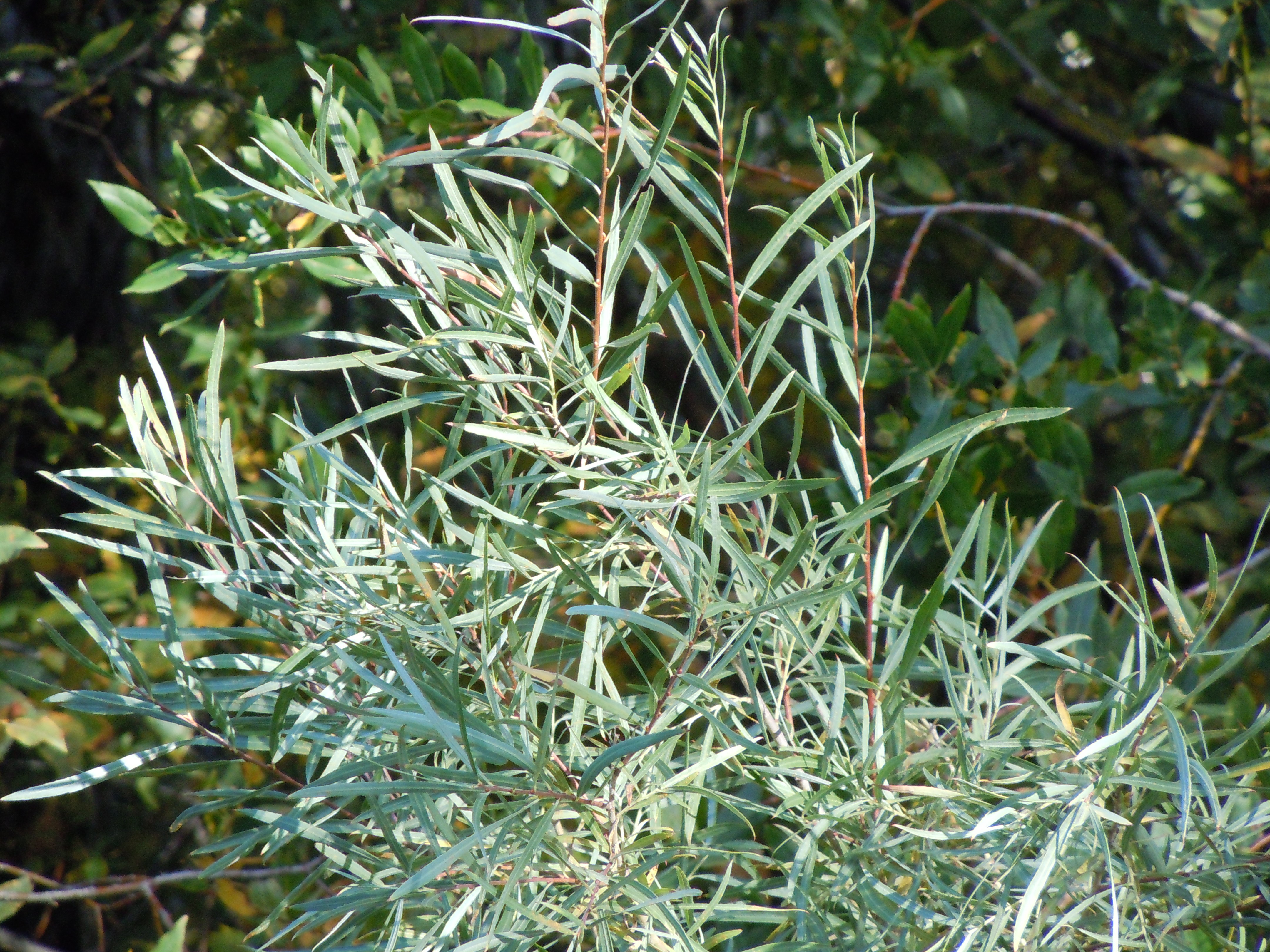
Feuillage dense et bleu grisâtre.

## Utilisations
Les natifs américains utilisaient les branches comme poteaux flexibles et comme matériau de construction. Les plus fines branches étaient utilisées en vannerie, l'écorce servait à la fabrication de cordes et de ficelles, écorce et feuilles pouvaient servir en médecine traditionnelle Les indiens Zuñi tirent une infusion de l'écorce pour lutter contre la toux et les maux de gorge.